# Долгоносик виноградно-плодовый
Долгоносик виноградно-плодовый (лат. Peritelus familiaris) — вид жесткокрылых семейства долгоносиков.

## Описание
Жук длиной 4,5—6 мм. Верхняя часть тела в густых светло-коричневых и грязно-белых чешуйках, образующих неясный рисунок. Головотрубка короткая, заметно короче своей ширины. Второй сегмент жгутика усиков длиннее третьего. Тело короткое, овальное, переднеспинка на боках слабо закруглена.

## Эклогия
Взрослые жуки вредители винограда (Vitis), подсолнечника (Helianthus), дрока (Genista).